# V1974 Cygni
Désignations
V1974 Cygni (ou Nova Cygni 1992) était une nova qui survint en 1992 dans la constellation du Cygne.
Cette nova fut découverte le 19 février 1992 par Peter Collins, alors qu'elle avait une magnitude de 6. Elle atteignit une magnitude minimale (correspondant à une luminosité maximale) de 4,4. La combustion de l'hydrogène de la naine blanche prit fin 2 ans plus tard. Il s'agissait d'une nova à néon. Elle fut la première nova à être observée du début de son apparition à son évanouissement, et on a pu calculer qu'elle est distante d'environ 1,8 kpc (∼5 870 al) de la Terre ; une étude plus ancienne donne une valeur plus lointaine d'environ 2,1 kpc (∼6 850 al).
V1974 Cygni a été étudiée en photométrie dans l'ultraviolet par l'instrument High Speed Photometer du télescope spatial Hubble en 1994. La nova fut également observée dans l'ultraviolet lointain par la sonde Voyager 2.
La masse de la naine blanche est de 0,98 M☉.